# Janulum
Janulum is een geslacht van sponsdieren uit de klasse van de Demospongiae (gewone sponzen).

## Soorten
- Janulum imago Kelly & Van Soest, 2015
- Janulum princeps Kelly & Van Soest, 2015 †
- Janulum spinispiculum (Carter, 1876)